# Benthochromis tricoti
Benthochromis tricoti és una espècie de peix de la família dels cíclids i de l'ordre dels perciformes.

## Morfologia
- Els mascles poden assolir 16,5 cm de longitud total.
- Nombre de vèrtebres: 35-37.[1][2]

## Alimentació
Menja crustacis petits i plàncton.

## Hàbitat
És una espècie de clima tropical entre 23 °C-25 °C de temperatura.

## Distribució geogràfica
Es troba a Àfrica: llac Tanganyika.